# Sultanato de Bantén
El sultanato de Bantén (كسلطانن بنتن | Kasultanan Banten) fue un antiguo estado asiático que dominó el estrecho de Sonda. Existió entre 1527 y 1813, fecha en la que fue anexionado por la Compañía Neerlandesa de las Indias Orientales (abreviada VOC por su nombre en neerlandés) y añadido a las Indias Orientales Neerlandesas. Su capital fue la ciudad de Bantén.

## Formación
Antes del 1526 d. C., un asentamiento llamado Bantén estaba situado a unos diez kilómetros tierra adentro desde la costa del río Cibanten, en el área que hoy ocupan los suburbios del sur de la ciudad de Serang. Se la conocía como Banten Girang, que significa "Banten Superior" debido a su ubicación. Esta ciudad era un principado nativo hindú de Sundanese que pertenecía al Reino de Sonda.
Anteriormente, el asentamiento de Cirebon fue fundado en 1445 por el príncipe Cakrabuana, también conocido como raden (señor) Walangsungsang. Sunan Gunungjati (Sharif Hidayatullah) era un "ulema", una clase educada de eruditos legales musulmanes. Fue educado en Medio Oriente y era nieto del rey de Sunda Sri Baduga Maharajá, también conocido como Prabu Siliwangi. A principios del siglo XVI, Gunungjati llegó a la ciudad de Banten Girang con la intención de difundir el Islam en esta zona aún dominada por los hindúes. Sharif Hidayatullah se convirtió en tumenggung (marqués) de Cirebon en 1479, sucediendo a su tío y suegro Cakrabuana. En 1482, Sharif Hidayatullah envió una carta a su abuelo, proclamando la independencia de Cirebon de Sunda Pajajaran. Según Suma Oriental, escrito entre 1512 y 1515, Tomé Pires, un explorador portugués, informó que el puerto de Bantén todavía pertenecía al Reino de Sunda, mientras que Cirebon se había establecido como un estado islámico.
Aunque al principio fue bien recibido por las autoridades de Sunda, después de que se conociera la noticia de la alianza luso-sundanés en 1522, Gunungjati, sin embargo, pidió al sultanato de Demak que enviara tropas a Banten y comenzó la guerra Demak-Sundanesa. Probablemente fue su hijo, Hasanudin, quien comandó esta operación militar en 1527, justo cuando la flota portuguesa llegaba de la costa a Sunda Kelapa, para tomar estos pueblos. Posteriormente, la flota portuguesa que pretendía establecer una fortaleza costera fue derrotada por las fuerzas de Cirebon y Demak.
Sunan Gunungjati y su hijo se establecieron en Banten Girang y tomaron el control tanto del puerto de Banten como de Kelapa, mientras que Surawisesa, el rey de Sunda en ese momento, no pudo evitar esta toma y firmó un tratado de paz con Demak y Cirebon en 1531. M.[7] Sunan Gunungjati coronó a Hasanudin como el tumenggung de Banten con la autoridad otorgada por el sultán de Demak, Trenggana, quien, a su vez, le ofreció a Hasanudin la mano de su hermana en matrimonio. Así, nació una nueva dinastía al mismo tiempo que se creaba un nuevo reino. Old Banten (hoy parte de Serang) fue la capital de este reino, mantenida como provincia bajo el Sultanato de Cirebon.

## Crecimiento

### El primer sultán, Hasanuddin
Obviamente, desde el principio, la intención de Hasanuddin para su propio beneficio era revivir la fortuna del antiguo reino de Sunda: el comercio de arroz y especias, especialmente pimienta. Una de sus primeras decisiones fue viajar al sur de Sumatra (hoy provincia de Lampung), que tradicionalmente había pertenecido al reino de Sunda, y de donde procedía el grueso de la pimienta que se vendía en la región de Sundanese. Quería asegurar cuanto antes la lealtad de estas ricas zonas agrícolas y garantizar el abastecimiento de pimienta a sus puertos, ya que en esta especia se basaba todo el comercio internacional y, por tanto, en la riqueza de su país. reino laico.
Habiendo establecido el control sobre los puertos y el comercio de pimienta, Hasanuddin decidió construir una nueva capital, para simbolizar la nueva era que comenzaba. Por consejo de su padre, Sunan Gunungjati, optó por construirlo en la costa en la desembocadura del río Cibanten. Que ya existía un asentamiento en este lugar es evidencia por sus actividades portuarias, pero en ese momento la sede del poder político estaba en Banten Girang. La ciudad real fue fundada sobre el delta, formado por los dos brazos del río. Dos calles principales que se cruzaban de norte a sur y de este a oeste dividían la ciudad en barrios. El palacio real, rodeado por las residencias del principal ministro de Estado, se construyó en el lado sur de la plaza real y la gran mezquita en el lado oeste. Los extranjeros, en su mayoría comerciantes, debían vivir fuera de la ciudad real, es decir, a ambos lados del delta. El comercio internacional se acomodó en el puerto occidental más grande donde se ubicaron Pecinan (Barrio chino), el puesto comercial europeo y los barrios extranjeros, mientras que el puerto oriental acogió el comercio interno con embarcaciones más pequeñas, donde también se encontraba el mercado minorista. Un constructor de barcos para reparar barcos estaba ubicado en el lado este de la ciudad. Hasanuddin intentó invadir Pakuan varias veces durante el reinado de Ratu Dewata, sin embargo, sus esfuerzos fracasaron debido a la fuerte defensa empleada por el ejército de Sundanese.
Después de unos veinte años, la nueva dinastía estaba tan firmemente establecida que Hasanuddin no dudó en abandonar el reino en 1546 para participar en una expedición militar contra Pasuruan en el este de Java, a pedido del sultán Trenggana, el tercer sultán de Demak. En ese momento, Banten todavía estaba bajo la soberanía de Demak, por lo que estaba obligado a cumplir con el deber como estado vasallo de participar en el esfuerzo de Demak. Durante esta aventura, Demak Sultán perdió la vida, y es probable que Hasanuddin aprovechó la muerte de su soberano y los problemas que siguieron para liberar a su reino de cualquier otra obligación con esta casa real.
Desde la década de 1550 en adelante, el reino disfrutó de un período de gran prosperidad. El comercio experimentó un crecimiento significativo debido al floreciente comercio con la Malaca portuguesa, un antiguo enemigo que, a pesar de su rivalidad política, las flotas portuguesas seguían regresando a Banten para comprar pimienta. Según la tradición, el desarrollo de este reino estuvo a cargo del hijo de Hasanuddin, Maulana Yusuf, quien se había convertido en co-soberano con su padre, siguiendo una costumbre practicada durante mucho tiempo en el archipiélago.
El rápido desarrollo económico condujo a un aumento de la población urbana. Se iniciaron importantes desarrollos agrícolas para asegurar la producción de alimentos, mediante la construcción de canales de riego, represas y la expansión de arrozales. La propia ciudad real había emprendido un gran proyecto; Se construyeron murallas de ladrillo de 1,80 metros de espesor que rodeaban toda la ciudad a lo largo de 8 kilómetros. Maulana Yusuf también dirigió la construcción de la Gran Mezquita de Banten, quizás construida sobre una estructura más antigua y simple.
También durante este período, Hasanuddin decidió dar el golpe final a lo que quedaba del reino de Sunda. Maulana Yusuf dirigió el ataque a Dayeuh Pakuan, su ciudad capital ubicada en la moderna Bogor. Después de perder su puerto más importante, Sunda Kelapa, el reino, ya privado de sus ingresos comerciales, solo tenía una importancia simbólica. Nilakendra, el gobernante de Sundanese en ese momento, decidió trasladar el centro de gobierno a Pulasari (actual Regencia de Pandeglang). El reino ya debilitado opuso poca resistencia y, en adelante, Banten gobernó el territorio del antiguo reino de Sunda al oeste del río Citarum. Geusan Ulun, el gobernante de Sumedang Larang, se negó a reconocer la autoridad de Banten sobre el antiguo territorio de Sunda y proclamó su reino como sucesor de Sunda. Sumedang Larang más tarde se convertiría en parte del Sultanato de Mataram.
La piedra sagrada (watu gigilang) que servía como trono del soberano del reino de Sunda fue retirada y colocada en la intersección de la calle en la plaza real de Banten, marcando así el final de la dinastía sundanesa. De ahora en adelante, esta piedra serviría como trono del soberano de Banten.
Cuando Hasanuddin murió en 1570, el reino real de Banten comprendía todo Sunda, excepto Cirebon y Sumedang Larang, y todo el sur de Sumatra, hasta Tulangbawang (actual Lampung) en el noreste y Bengkulu en el noroeste. El comercio se estaba expandiendo hasta convertirse en uno de los más grandes del sudeste asiático.

### Maulana Yusuf y la crisis sucesoria
Después de la muerte de Hasanuddin en 1570 a la edad de unos setenta años, Maulana Yusuf ascendió al trono cuando tenía unos 40 años. Ya era un gobernante experimentado como co-soberano con su difunto padre. Durante el reinado de Yusuf, su hermano menor Pangeran Japara regresó de Jepara en Java Central. El nombre de este príncipe describe que había pasado su vida en Jepara, el difunto rey Hasanuddin ha confiado a su hijo menor bajo el cuidado de la reina Kalinyamat de Jepara.
Yusuf eligió a su joven hijo, el príncipe Muhammad, como heredero. Sin embargo, no mucho después, Yusuf enfermó y murió en 1580. El sucesor elegido, el príncipe Muhammad, era solo un niño de 9 años en ese momento y aún no había alcanzado la mayoría de edad. Por lo tanto, esto provocó la primera crisis de sucesión, ya que su tío — Pangeran Japara, estaba ansioso por reemplazar a su difunto hermano como el nuevo rey de Banten.
Esto creó dos facciones en la corte de Banten; una encabezada por el primer ministro del difunto Yusuf que apoyaba a Pangeran Japara, mientras que la otra facción estaba encabezada por el cadí de Banten, una importante figura religiosa y cabeza del consejo de regencia que insistió en la protección del derecho de herencia del niño príncipe Mahoma. La tensión aumentó y casi estalló en una guerra de sucesión, pero se deshizo debido al cambio de última hora del primer ministro que retiró su apoyo a Pangeran Japara, que posteriormente regresó a Java Central.
Claude Guillot, un historiador de Banten, sostiene que en la corte de Banten había dos facciones en competencia; los liberales representados por los funcionarios y comerciantes de Ponggawa, y las nobles elitistas Nayaka y Santana que favorecían un fuerte control gubernamental. El ascenso del niño príncipe como sucesor fue la victoria de los liberales que disfrutaron de más años de libertad económica sin demasiada interferencia de la casa real.

### Muhammad y la campaña de Palembang
El príncipe Muhammad ascendió al trono en 1580 cuando tenía 9 años. Durante el reinado del joven rey, Banten continuó floreciendo mientras los mercaderes disfrutaban de una relativa libertad en el comercio. La pimienta siguió siendo el principal producto de exportación de Banten. Sin embargo, la riqueza fue generada por un gran número de comerciantes de los puertos del Océano Índico y el Mar de China Meridional que acudían en masa a Banten. La afluencia de comerciantes llenó los ingresos fiscales del tesoro de Banten.
Confiado en la riqueza y el poder de su reino, el joven rey Mahoma, de 25 años, lanzó en 1596 una campaña militar contra el principado de Palembang.- tanto por la flota naval como por el ejército de tierra que marcha a través del sur de Sumatra. En ese momento, Palembang todavía era una entidad política hindú-budista, un remanente del vasallo de ultramar de Majapahit, que era considerado por Muslim Banten como un estado pagano. Inspirado por su ilustre abuelo Hasanuddin y su valiente padre Maulana Yusuf, que conquistaron el reino pagano de Sunda, Muhammad estaba ansioso por encontrar su propia fama expandiendo su reino. En 1596 se estableció el sitio de Palembang, y cuando la victoria parecía estar a su alcance, ocurrió una tragedia repentina cuando una bala de cañón golpeó y mató al rey en su barco cuando navegaba por el río Musi cerca de la ciudad. Con la repentina muerte del joven monarca, la política expansionista de Banten se hizo añicos, ya que las tropas se retiraron y navegaron a casa.

### Contactos occidentales y crisis
El sucesor, el infante y futuro sultán Abulmafakhir, tenía todavía algunos meses cuando, pocos meses después de la muerte del rey, llegó a Bantén una nueva facción de flotas mercantes europeas.
El 27 de junio de 1596, los barcos mercantes holandeses dirigidos por Cornelis de Houtman, la primera flota holandesa en llegar a las Indias Orientales, desembarcaron en Bantén. A su regreso a los Países Bajos, el viaje (1595-1597) generó una modesta ganancia.
En 1600, los holandeses crearon la Compañía Neerlandesa de las Indias Orientales (holandés: Vereenigde Oostindische Compagnie o VOC) con el objetivo de eludir el comercio de especias. A diferencia de los portugueses en Malaca, que en ese momento se integraron armoniosamente en el sistema de comercio asiático que involucraba a varios estados de la región, incluido Bantén, los holandeses como recién llegados tenían un enfoque diferente, llegaron a la escena empeñados en tomar el control del comercio de especias del Lejano Oriente. todo el camino a Europa. Los portugueses y los holandeses lucharon ferozmente por su influencia en Bantén a principios del siglo XVII y estallaron en una batalla naval a gran escala en la Bahía de Bantén en 1601, en la que la flota portuguesa fue aplastada.
Pronto le seguirían otros europeos. Los ingleses, que comenzaron a navegar hacia las Indias Orientales alrededor de 1600, establecieron un puesto comercial permanente en Bantén en 1602 bajo James Lancaster. En 1603, se estableció en Bantén el primer puesto comercial holandés permanente en Indonesia.
Con el infante rey y la ausencia de una figura central decisiva, el gobierno pasó a manos del consejo de regencia. La expulsión de los portugueses había llevado a holandeses e ingleses a competir por el control de la ciudad. La corte en sí se dividió en dos facciones en competencia, y la guerra civil estalló en 1602. La paz no se restableció hasta 1609 cuando uno de los nobles nayaka, el príncipe Ranamanggala, ascendió al poder como nuevo regente.
Ranamanggala restauró la autoridad del estado en asuntos comerciales; recaudando impuestos, imponiendo el precio y el volumen del comercio, y exiliando a las élites ponggawa al puerto de Yakarta en el este, despojando por completo el poder de los comerciantes. Esta nueva política fuerte que mostró desprecio por los principios del libre comercio, no cayó bien con los holandeses y los ingleses. Unos años más tarde, los holandeses y los ingleses hicieron lo mismo, fueron a Yakarta para establecer un nuevo puesto comercial.

## Decadencia
Después de un conflicto con los holandeses por el comercio de pimienta en 1619, el gobernador general de la Compañía Neerlandesa de las Indias Orientales, Jan Pieterszoon Coen, tomó el puerto de Jayakarta de Bantén. Fundó Batavia (ahora Yakarta) sobre las ruinas de esta ciudad javanesa, que se convirtió en el centro de operaciones de la VOC y en un serio rival para Banten, contribuyendo más tarde a su declive. A mediados del siglo XVII ocurrieron varios conflictos entre Bantén y los holandeses en Batavia, a solo 60 millas de distancia a lo largo de la costa norte de Java.

### La pérdida de Jayakarta y el surgimiento de la Batavia holandesa
En 1619, el mercurial VOC Gobernador general J.P. Coen asaltó y quemó a Jayakarta hasta el suelo y expulsó a la autoridad de Banten de la ciudad. Desde sus cenizas establecieron el primer punto de apoyo holandés en el archipiélago, la ciudad portuaria fortificada de Batavia (hoy, Yakarta). Esta nueva ciudad controlada por extranjeros pronto se convertirá en la némesis de Banten y tendrá una gran repercusión, no solo para Banten, sino en todo el archipiélago. Coen pronto pasó a su próximo objetivo; controlar el comercio en el área mediante la implementación de un monopolio en todas las actividades comerciales. Para hacer esto, puso en práctica un bloqueo del puerto de Banten, que pasó ininterrumpidamente durante unos 15 años.

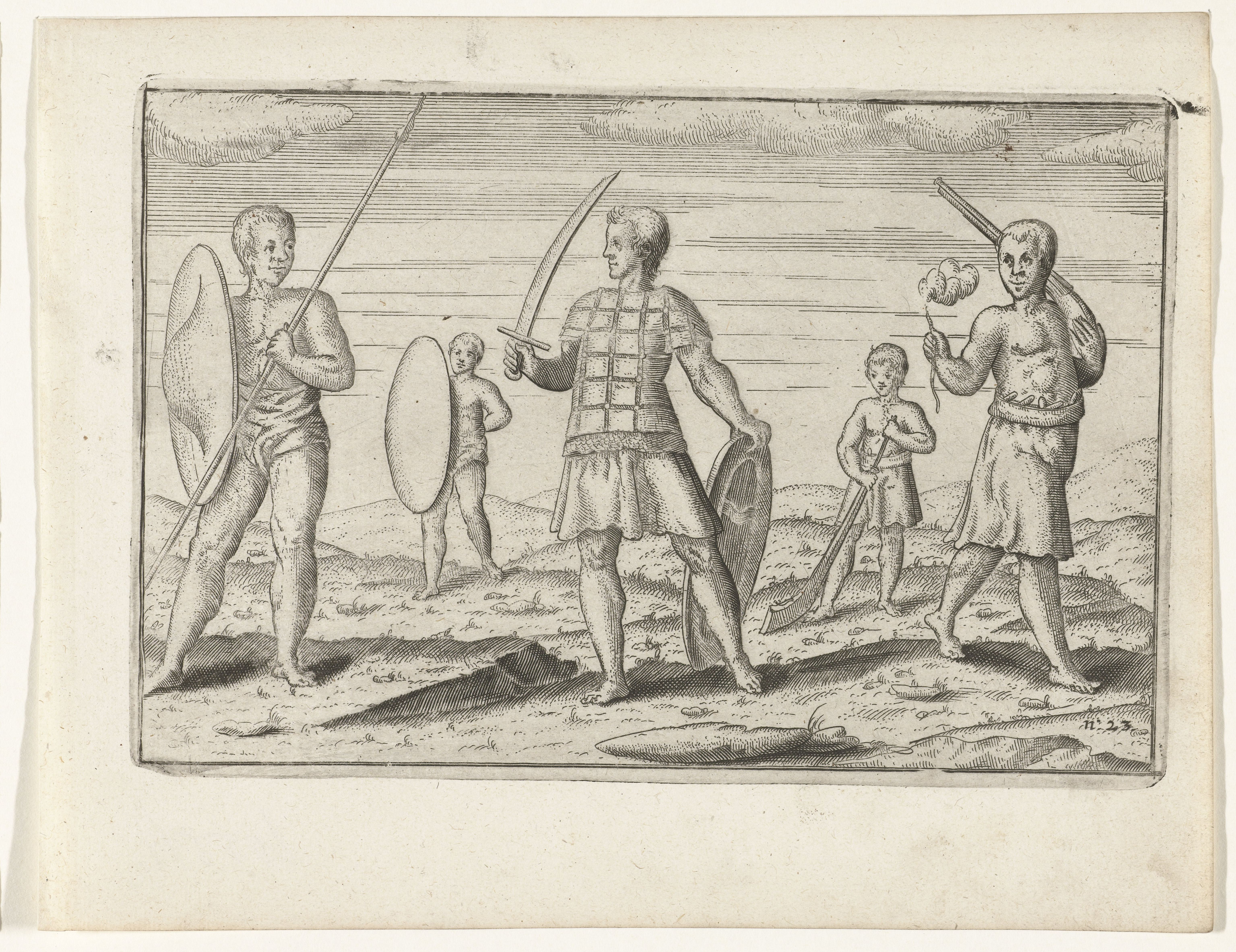
Guerreros de Bantén, 1596

En represalia, el gobierno de Bantén impuso un embargo a todas las exportaciones de pimienta a Batavia. Sin embargo, cuando el bloqueo holandés estaba en su lugar, patrullaron la Bahía de Bantén, hostigando y merodeando barcos comerciales, evitando que los comerciantes tradicionales asiáticos, especialmente los chinos, vinieran a Bantén. Como resultado, los bultos de sacos de pimienta no deseados almacenados y acumulados en los almacenes Bantén. Este bloqueo dio un duro golpe al comercio, empujando así a algunos comerciantes chinos a mudarse de Bantén y reasentarse en Batavia.
Ante esta profunda crisis, el Príncipe Ranamenggala convocó una gran reunión del consejo. La conclusión de esta reunión es; los europeos debían ser los culpables de los problemas y deshacerse de ellos, bantén debe perder la mercancía que más codiciaban; pimienta. Ranamenggala decidió sacar todas las plantas de pimienta en la región en un esfuerzo desesperado por restaurar la paz del reino. Esta política suicida resultó inmensamente desastrosa para el comercio, ya que los comerciantes sufrieron las mayores pérdidas, tanto que los comerciantes presionaron a la corte que llevó a la renuncia de Príncipe Ranamenggala en 1624 a favor del heredero al trono, ahora mayor de edad, Abulmufakhir, de 28 años.

### El reinado de Abu al-Mafakhir, Batavia y Mataram

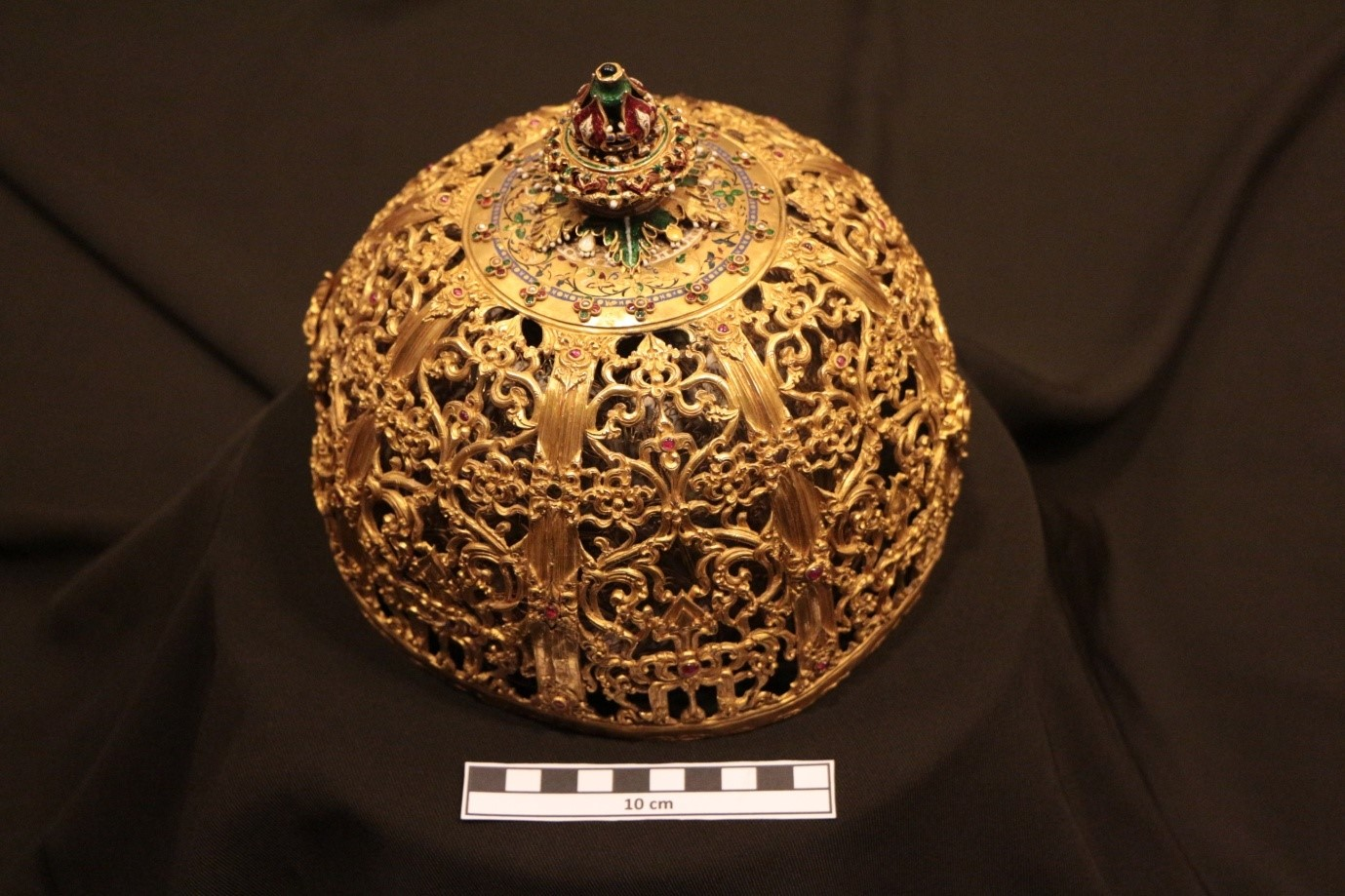
Corona del sultán de Bantén

El reinado de Abu al-Mufakhir Mahmud Abdulkadir está marcado con relaciones intensas y vigorosas con Batavia y Mataram. En 1628, los ingleses regresaron a Banten, lo que ayudó al comercio en Banten contra su rival común, los holandeses en Batavia. Hacia finales de la década de 1620 Sultanato de Mataram creció hasta convertirse en una potencia dominante en Java y participó en una competencia de poder con Compañía Holandesa de las Indias Orientales ( VOC ), y lanzado asedios en Batavia dos veces en 1628 y 1629.
Durante esta campaña javanesa, Banten perdió Pajajaran y Priangan a Mataram. Así, en solo una década, Banten había perdido dos de sus importantes asentamientos previamente adquiridos del antiguo Reino de Sunda; Jayakarta a los holandeses y Pajajaran a Mataram. Temer al enemigo común ha llevado a Banten y Batavia a reparar sus relaciones. Batavia temía que la posible alianza musulmana pusiera a Banten en el campamento de Mataram, mientras que Banten temía que su reino se convirtiera en el próximo objetivo para los ambiciosos Sultán Agung para unir Java. Finalmente, Mataram no pudo capturar Batavia. Más tarde, Mataram se debilitó gradualmente a través de la lucha de sucesiones de príncipes javaneses y compromisos holandeses en asuntos internos de la corte de Mataram.
Entre 1629 y 1631, un importante proyecto agrícola estaba en marcha; excavación de canales, construcción de presas, etc. para producir arroz, así como un nuevo producto de exportación; azúcar. Los ingleses fueron el principal comprador, mientras que los comerciantes y colonos chinos concentrados en la aldea de Kelapadua han establecido posiblemente la primera plantación de azúcar en Java. Sugarcane ha sido una planta familiar en Java desde la antigüedad, ya que la imagen de la caña de azúcar se puede encontrar en el siglo IX Borobudur bajorrelieve. Sin embargo, esta fue la primera vez que el azúcar alcanzó esta gran escala de plantación.
En 1635, el rey Abu al-Mafakhir nombró a su hijo Príncipe Pekik ( Abu al-Ma'ali Ahmad ) como su co-reinado. Al año siguiente, se firmó y ratificó un tratado de paz con Batavia más tarde en 1639. En 1636, el soberano envió enviado a La Meca por primera vez, y dos años después la delegación diplomática regresó con el prestigioso título de "sultán" otorgado por el Gran Shareef de La Meca al rey de Banten. Este fue el primer título de sultán otorgado oficialmente por La Meca al rey de Java, que para consternación de los poderosos Rey Hanyokrokusumo de Mataram que posteriormente también envió enviados a La Meca para adquirir este codiciado título honorífico del mundo islámico.
La ratificación del tratado de paz en 1639 obligó a Banten a reconocer el estado de Batavia, renunciar a todo el comercio con las Molucas, y sus barcos deberían obtener un permiso de pase emitido por Batavia. A cambio, Batavia levantó el bloqueo sobre Banten, aumentó el comercio con Batavia y la neutralidad, si no la asistencia holandesa, en caso de posible ataque de Mataram en el futuro.
El sultán Abu al-Mafakhir implementó la política de descentralización que permitió a los comerciantes adquirir productos directamente de la colonia portuaria de Banten en Sumatra; como Bengkulu, Silebar, Semangka y Lampung. Habiendo probado un beneficio del comercio, ha alentado a estos puertos a ser independientes de Banten; Bengkulu se rebeló en 1640 mientras que Lampung se rebeló en 1641 y 1644, todos fueron aplastados por la fuerza de Banten.
Los holandeses se volvieron más poderosos en la región que en 1641 lograron capturar Malaca, lo que llevó a la dispersión de los comerciantes portugueses en otros lugares. Algunos de ellos encuentran refugio en Makassar, que empleó su rey para generar comercio en el este de Indonesia.
La década de 1640 fue el momento de la paz para Banten, muy apreciado por los comerciantes. Corrientes de pequeños botes de banten que navegan a Batavia suministrando a la ciudad holandesa productos agrícolas, desde aceite de coco, ratán, huevos hasta azúcar. Los ingleses fueron seguidos por los daneses para comerciar en Banten; ambos abrieron una oficina comercial en Banten, establecieron sus puertos comerciales en la costa de la India, y revivió el próspero comercio de ropa colorida india. Sin embargo, el lucrativo comercio con China, que una vez fue muy fuerte, no se recuperó ya que Batavia se hizo cargo.
Sin embargo, el estado de Banten ha recuperado su prestigio como un importante emporio comercial en el archipiélago. A medida que se restablece su riqueza, Banten ha establecido relaciones diplomáticas con los reinos vecinos; de Palembang, Aceh, Johor, Indragiri, Mataram, Bali, y Makassar en cuanto a enviar enviado a Coromandel costa.
El comercio con ingleses y daneses había permitido a Banten comprar armas y había desarrollado tropas entrenadas mosqueteros, mejorando las fortificaciones de la ciudad y comprando cañones. En 1644 llegó el embajador de Mataram y propuso una alianza, que fue rechazada por Banten que ahora miraba Cirebon. En ese momento, Cirebon era un estado vasallo y la provincia más occidental de Mataram. Históricamente, Banten y Cirebon están vinculados a través de su padre fundador ancestral común Sunan Gunung Jati, y Banten vio al Cirebon actualmente debilitado como legítimamente pertenece a la esfera de influencia de Banten.
En 1650, dos misiones diplomáticas de Mataram llegaron a Banten, exigieron que el soberano de Banten se sometiera al rey de Mataram soberanía. El Gran Consejo se celebró y la respuesta fue que el Sultán de Banten solo rindió homenaje a un solo soberano; El Gran Shareef de La Meca. Como respuesta a esta negativa, Mataram envió rápidamente una flota de 60 barcos armados de tropas desde Cirebon para invadir Banten. Una batalla naval tuvo lugar frente a la costa de Tanara, a medio camino entre Banten y Batavia. La armada bantenesa tomó ventaja y logró derrotar a la flota cirebonesa. Esta campaña naval terminó en una desastrosa derrota de Cirebon. Esta guerra se conoce como guerra de Pagarage o guerra de Pacirebonan que tuvo lugar en 1650. Banten fue victorioso, mientras que las fuerzas de Cirebon-Mataram fueron vencidas.
También en 1650, el heredero aparente y también el co-reinado Abu al-Ma'ali, murió sin ascender al trono de su padre Abu al-Mafakhir. El hijo de Ma'ali, el Príncipe Surya, el futuro Sultán Ageng Tirtayasa, fue elegido para ser su sucesor. Un año después, en 1651, murió el viejo sultán Abu al-Mufakhir, a la edad de 25 años, el sultán Ageng reemplazó a su abuelo y se convirtió en el único soberano de Bantén.

### Sultán Ageng Tirtayasa, la última floración

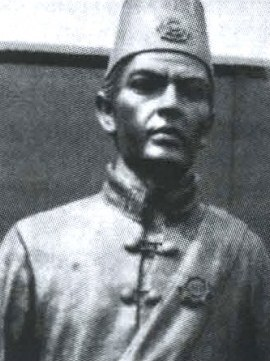
Estatua del Sultán Ageng Tirtayasa

El joven príncipe Surya, que gobernó como el Sultán Ageng, heredó el reino de su abuelo en una condición bastante favorable; unido, próspero y bien respetado. Eligió a su amigo cercano Kyai Mangunjaya como su primer ministro. Durante su reinado, Bantén y el Sultanato de Mataram se vieron envueltos en una rivalidad para dominar la región, mientras que Cirebon quedó en el medio. Aunque Cirebon nunca había sido atacado por Mataram, desde 1619, Cirebon había estado prácticamente bajo influencia de Mataram y se había comportado como vasallo de este último. El sultán de Mataram intentó una vez más imponer su soberanía, aunque esta vez indirectamente: propuso a su hijo el heredero aparente que se comprometiera con la hija de Ageng, mientras que en realidad la pretende como rehén real. La propuesta fue rechazada por el Sultán de Bantén.
Para 1651 las guerras anglo-neerlandesas estallaron en Europa, lo que posteriormente afectó las relaciones de Batavia con los intereses comerciales ingleses en Bantén. La guerra se reflejó con las feroces competiciones comerciales y los enfrentamientos entre la Compañía Neerlandesa de las Indias Orientales y Compañía Británica de las Indias Orientales. La Batavia holandesa una vez más impuso un bloqueo a Bantén, ya que el puerto era el centro del interés comercial británico en el archipiélago. Esta vez, sin embargo, Bantén fue lo suficientemente poderoso como para resistir la coerción de Batavia, aunque no en igualdad de condiciones. Bantén adoptó una guerra de guerrillas bastante indirecta, atacando barcos holandeses en alta mar enviando barcos de fuego, también lanzando incursiones y hostigando tierras de cultivo alrededor de Batavia.
A partir de 1656, los comerciantes chinos de Bantén y Batavia negociaron conversaciones de paz entre dos ciudades que llevaron a los acuerdos tres años después con el reino de Jambi actuando como intermediario. Bantén exigió el derecho a restablecer el comercio con Molucas y la península malaya, mientras que Batavia exigió la extradición de fugitivos que encontraron refugio en Bantén. El tratado de paz se firmó en 1659.
A partir de 1653, el sultán Ageng lanzó una reforma agrícola, incluido el desarrollo de nuevos asentamientos a lo largo del Río Cisadane, justo en las afueras de Batavia. Miles de acres de tierra fueron limpiados y plantados con cocoteros, y alrededor de veinte mil personas fueron transmigradas al nuevo asentamiento. El desarrollo también incluyó tierras a lo largo de la costa norte entre Banten y Batavia. Se realizó un proyecto de riego en Tanara entre 1663 y 1664; Se cavó un canal hasta el río Pasilyan y se conectó a Cisadane. La segunda fase del proyecto en 1670-1672 fue el desarrollo entre Tanara y Pontang, incluida la construcción de dos canales y presas para regar nuevos arrozales que trabajan diez mil nuevos colonos. La última fase, entre 1675 y 1677, fue la limpieza y el riego de tierras entre Banten y Anyer. La escala del proyecto fue bastante enorme, desde las afueras de Batavia hasta Anyer en la costa oeste de Java;Se cavaron 40 kilómetros de canales, se construyeron al menos 3 presas, se transformaron más de 40,000 hectáreas de tierras en sawah, unas 30,000 personas fueron reasentadas y se creó un gran número de aldeas, y se planearon dos nuevas ciudades. En 1678, el sultán Ageng creó un nuevo palacio en el corazón de las tierras recientemente mejoradas en el pueblo de Tirtayasa. El término Tirtayasa en sí mismo significa "gestión del agua" o "hidráulica", que describe adecuadamente el proyecto de orgullo del sultán. Esta nueva y idílica morada de tierras de cultivo ha llevado al apodo del sultán, que desde entonces fue conocido como Sultán Ageng Tirtayasa.
En la década de 1660, tanto Batavia como Banten se embarcaron en una política expansionista. Batavia invadió Palembang en 1659 y Makassar en 1661, mientras que en 1661 el sultán Ageng Tirtayasa extendió el gobierno de Banten a Landak en Borneo occidental. Anteriormente Makassar, con la ayuda de comerciantes portugueses, había establecido el comercio con los españoles en Manila, adquiriendo monedas y plata españolas de América del Sur traídas a Filipinas por los famosos galeones de Acapulco. Los holandeses invadieron Makassar y exigieron la expulsión de los portugueses de la ciudad. Pronto Banten se enteró de este comercio español y retomó lo que Makassar había dejado. A partir de 1663, los barcos comerciales de bandos cargados de pimienta y otros productos navegaron a Manila cada año y adquirieron efectivo español. Ageng estableció el comercio con el español Manila para plata y construyó canales para plantaciones de palma y azúcar de coco, entre otros desarrollos.
El sultán Ageng nombró a un hombre chino llamado Kaytsu como ministro de comercio exterior, que también era el syahbandar( maestro de puertos ) de Banten. Adquiriendo la confianza del sultán, era un hombre de talento y visión excepcionales para impulsar la economía de Banten mediante la creación de la propia flota de barcos comerciales de Banten. Anteriormente, Banten solo asumió el papel de puerto comercial, mientras que el papel comercial activo fue desempeñado por comerciantes emprendedores y empresas comerciales. Con comerciantes ingleses como consultores, el syahbandar construyó barcos y reclutó tripulación, tanto locales como de origen extranjero, para crear una flota comercial inspirada en el modelo europeo. Los nuevos barcos europeos fueron ordenados a un carpintero de propiedad inglesa en Rembang, cerca del área productora de madera de teca en el norte de Java, mientras que algunos barcos de segunda mano fueron adquiridos de comerciantes árabes, japoneses y europeos. En la década de 1660, Banten pudo competir con empresas europeas por el comercio en el Océano Índico y el Mar del Sur de China.En 1666 banten junks navegado por Tonkin, restableciendo el antiguo vínculo comercial con China continental. Banten pudo comerciar directamente con La Meca, Guyarat, la costa de Coromandel, Bengala, Siam, Camboya, Vietnam, China, Taiwán y Japón, y también se estableció fábricas en Surat e incluso Londres.
El cierre de los puertos regionales de libre comercio y la política de libre comercio hicieron que Banten fuera atractivo para las naciones comerciales. Durante los primeros años del reinado del sultán Ageng, solo los ingleses y los holandeses tenían un puesto comercial permanente en Banten. Hacia 1670 se les unieron daneses, franceses, portugueses de Macao y chinos de Amoy y Taiwán. Además, los barcos comerciales ingleses, daneses y portugueses de la India revivieron el comercio archipelágico con la costa de Coromandel, ya que un gran número de comerciantes indios regresaron a Banten para vender sus telas.
A medida que la economía prosperó, también lo hizo la influencia política. Se intercambiaron cartas oficiales con los gobernantes de Inglaterra, Dinamarca, Francia, Goa portugués y Macao, Arabia, China, Japón, Siam y Camboya. Se enviaron misiones diplomáticas a Inglaterra y Arabia, el hijo del sultán fue enviado a La Meca en el propio barco de Banten. El brillante prestigio de la corte de Banten en todo el archipiélago llevó a los gobernantes regionales a pedir ayuda e intervención a Banten en asuntos particulares, como la participación de Banten en el asunto político de Cirebon.
Para entonces, Banten disfrutaba de una relación favorable con Cirebon. Por otro lado, las relaciones de Cirebon con su soberano, Mataram, fueron tensas. La tensión culminó con la ejecución del rey cirebón Panembahan Girilaya en Plered, mientras que los príncipes de Cirebon fueron tomados como rehenes en Mataram. El príncipe Wangsakerta de Cirebon fue a Banten para buscar la ayuda del sultán Ageng Tirtayasa para liberar a sus hermanos. Tirtayasa acordó ayudar a Cirebon y lo vio como una oportunidad para aumentar la influencia de Banten sobre Cirebon. Aprovechando la oportunidad de la Rebelión de Trunojoyo contra Mataram, el sultán Ageng Tirtayasa apoyó secretamente la revuelta y logró debilitar a Mataram y salvar a los dos príncipes de Cirebon.
En 1677, Tirtayasa logró que los príncipes de Cirebon, anteriormente retenidos como rehenes en Mataram, traído a Banten. Sin embargo, el sultán Ageng Tirtayasa vio la oportunidad de imponer la influencia de Banten sobre Cirebon. Coronó a los dos príncipes que salvó como sultanes, el Príncipe Mertawijaya como el Sultán Kasepuhan y el Príncipe Kertawijaya como el Sultán Kanoman. Al hacerlo, el Sultán de Banten se desintegró y debilitó al Sultanato de Cirebon en varios estados mezquinos. Por otro lado, el Príncipe Wangsakerta, que había luchado durante 10 años, solo recibió un pequeño título y patrimonio. La astuta estrategia de división estaba destinada a debilitar a Cirebon y evitar que Cirebon fuera el aliado de Mataram y se convirtiera en una amenaza para Banten en el futuro, como lo había hecho en la Guerra de Pagarage. En la década de 1670 prácticamente adquirió el Cirebon área como vasallo después de una guerra civil en Mataram.
Batavia, sin embargo, no podía permitirse ver a Banten emerger y volverse demasiado poderoso. Aliándose con Mataram, los holandeses libraron dos años de guerra y obligaron a Banten a renunciar a su control de Cirebon. Derrotado y decepcionado, el sultán Ageng se retiró a su patrimonio en Tirtayasa y se retiró de los asuntos del gobierno, dejando a su hijo, el co-soberano Sultán Haji, a cargo.

### Guerra civil de padre e hijo.

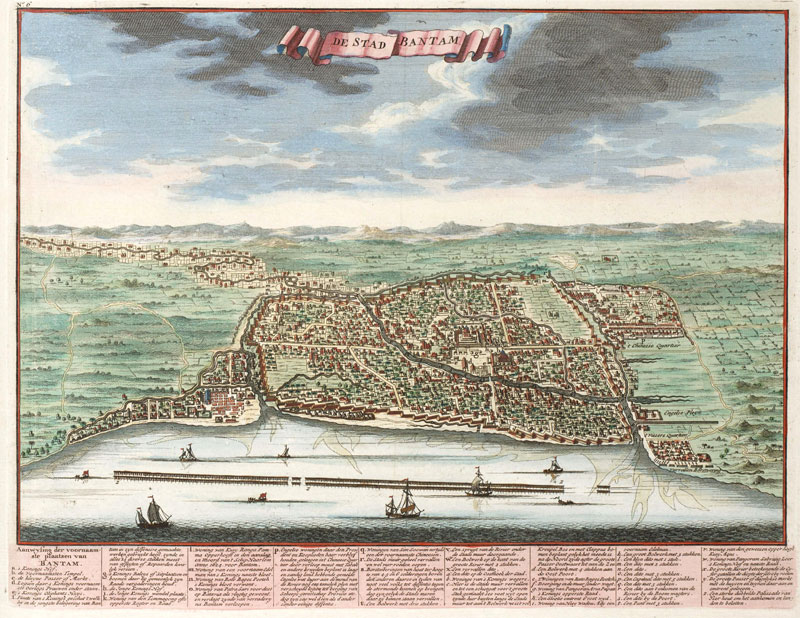
De Stad Bantam, grabado por François Valentijn, Ámsterdam, 1726

Disputas de palacio estallaron entre Sultán Ageng Tirtayasa y su hijo y co-soberano Sultán Haji. El sultán Ageng deseaba mantener una política de libre comercio con todas las potencias europeas, pero su hijo quería estrechas relaciones con los holandeses en Batavia. La independencia de Ageng se muestra en la carta al rey danés mencionada anteriormente, que ofrece intercambiar pimienta de Banten por armas de fuego y pólvora.
Sin embargo, a diferencia de su valiente padre, el sultán Haji era reacio a continuar la lucha y buscaba hacer las paces con Batavia. El sultán Haji, enojado por las críticas a su nueva política por parte de funcionarios judiciales leales a su padre, exigió la destitución del primer ministro Mangunjaya de la corte. El viejo sultán Tirtayasa para demostrar su apoyo a su hijo, y en un esfuerzo por evitar cualquier conflicto, acordó el exilio de su mentor político, solo para saber que varias semanas después su fiel amigo de larga data ha sido asesinado.
En 1682, enojado por la muerte de su fiel amigo, el primer ministro Mangunjaya, el rey salió de su propiedad de retiro en Tirtayasa de regreso a la ciudad real de Banten, decidido a tomar las riendas del poder de su hijo, él y sus leales funcionarios irrumpieron en el palacio.
El joven sultán se retiró y se refugió en una fortaleza que dos años antes había construido dentro del Palacio Banten de acuerdo con el plan elaborado por Hendrik Lucasz Cardeel, un holandés renegado que se convierte en el asesor del sultán Haji. Atrapado dentro de su fortaleza, el destino del sultán Haji parece sellado cuando, sin embargo, logró enviar un mensaje a Batavia instando a los holandeses a intervenir de inmediato. De hecho, la influencia de Cardeel fue crucial en la decisión del Sultán Haji de apelar por la intervención holandesa.
Los holandeses estaban muy felices de aprender sobre la crisis dentro del palacio de su rival. Vieron la oportunidad de obtener el control sobre la política de los bandos, y actuaron rápidamente despachando a la flota holandesa para rescatar al joven sultán atrapado. El sultán Haji fue liberado por los holandeses, mientras que su padre y sus leales hombres se retiraron al interior de la tierra para reorganizar su lucha contra Sultán Haji y los holandeses. La guerra civil se produjo durante varios años.
Con el Sultán Haji aliado con el VOC, estalló una guerra entre Batavia y Banten en la década de 1680. Después de un año, el viejo sultán Ageng Tirtayasa se vio obligado a rendirse. Fue retenido como prisionero primero en Banten, luego en Batavia cuando murió allí en 1692. A cambio de su ayuda, los holandeses exigieron al sultán Haji que firmara algunos acuerdos perjudiciales; la expulsión de todos los extranjeros de Banten, el monopolio holandés sobre el comercio de pimienta, y el derecho a establecer una guarnición holandesa en Banten. Posteriormente, los holandeses derribaron la fortificación de Banten y construyeron Fort Speelwijk justo en la entrada del puerto.
El resultado de la guerra civil y la participación de Batavia fue desastroso para Banten: el VOC ganó Bogor y Priangan Tierras altas ( ahora Java Occidental) y redujo sustancialmente el poder de Banten, convirtiéndolo en un protectorado del VOC. Aunque nominalmente independiente, su poder se había ido.
En los años siguientes, a pesar de los levantamientos ocasionales, Banten se vio obligado a seguir la orden de Batavia y se vio reducido a convertirse en un protectorado o un estado cliente. La influencia de los bandos en el extranjero también disminuyó, sustancialmente. En 1752, los holandeses anexaron territorios en el oeste de Borneo y el sur de Sumatra, anteriormente en manos de Banten.

### La caída de Bantén
Después del reinado del sultán Haji a fines del siglo XVII, Bantén había perdido la mayor parte de su poder a los holandeses en Batavia. Es cierto que el sultanato aún sobrevive bien a lo largo del siglo XVIII con el reinado de la línea sucesiva de sultanes de Bantén, pero era solo una sombra de su antigua gloria de una ciudad portuaria cosmopolita. Para entonces, Bantén estaba eclipsado por la vecina ciudad portuaria de Batavia, y fue tratado como un estado cliente o protectorado de VOC.
Para 1800, se produjo un cambio importante; la Compañía Holandesa de las Indias Orientales se declaró en quiebra, y sus posesiones fueron nacionalizadas por los Países Bajos como su colonia, el Indias Orientales Holandesas. En 1808 Herman Willem Daendels, gobernador general de las Indias Orientales holandesas en 1808 – 1810, encargó la construcción de Great Post Road para defender Java de invasión británica entrante. Daendels ordenó Sultán Aliyuddin II de Bantén para mover la capital a Anyer y para proporcionar mano de obra para construir un nuevo puerto planeado para ser construido en Ujung Kulon. El sultán rechazó el mando de Daendels, y en respuesta Daendels ordenó la invasión de Banten y la destrucción del palacio de Surosowan. El sultán, junto con su familia, fue arrestado en Puri Intan y retenido como prisionero en Fort Speelwijk, y luego enviado al exilio en Ambon.
El 22 de noviembre de 1808, Daendels declaró desde su cuartel general en Serang que el Sultanato de Bantén había sido absorbido por el territorio de la Indias Orientales Holandesas. En 1813 el sultanato de Bantén dejó de existir cuando Raffles Thomas Stamford forzó al Sultán Muhamad Syafiuddin renunciar a su trono. Este fue el golpe final que marcó el final del Sultanato de Bantén.

## Economía

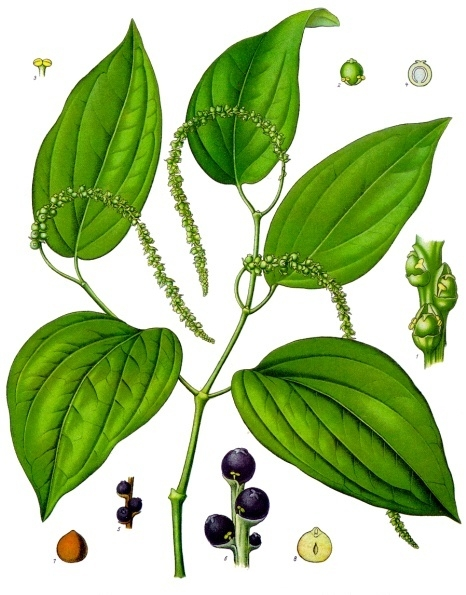
Piper nigrum, la principal mercancía de Bantén

La economía del sultanato se basaba principalmente en su producto más importante; la pimienta, por lo que su comercio internacional consistió principalmente en este producto. Al menos desde el siglo XIII, el registro chino Zhu Fan Zhi mencionó que el área de ambos lados del estrecho de Sunda con su puerto principal de Sin-t'o (Sunda), que probablemente se refiere al puerto de Bantén, fue famoso como el productor de excelente pimienta. Fue uno de los principales productos básicos de su predecesor, el antiguo Reino de Sunda; y el musulmán Bantén simplemente se hizo cargo del comercio de pimienta establecido de su predecesor hindú. De hecho, fue la pimienta la que atrajo a los comerciantes extranjeros a Bantén; comerciantes chinos, moros, portugueses, holandeses, ingleses y daneses han establecido su negocio de exportación e importación en la ciudad portuaria.
Los comerciantes procedentes de China, India, Turquía, Portugal, Inglaterra, Dinamarca y los Países Bajos eran visitantes frecuentes del puerto de Bantén. Las especias, la seda, la cerámica china, el oro, las joyas y otros productos asiáticos atrajeron a los comerciantes europeos. Bantén fue un pionero en el comercio internacional.
También llegaron comerciantes daneses de Tranquebar, en busca de pimienta. La relación comercial es evidente en dos cartas escritas por el sultán Ageng Tirtayasa a Federico III de Dinamarca.

## Religión
El deseo de difundir la fe del Islam fue posiblemente una de las principales razones detrás de la decisión de Demak de capturar Bantén en 1527, y suplantar el antiguo reino hindú de la Sonda con un nuevo reino islámico. Aunque, una razón más pragmática fue más posible; un movimiento geopolítico para prevenir al rival de Muslim; los católicos cristianos portugueses en Malaca para siempre establecer su base en Java. El papel de los proselitistas musulmanes que apuntaban a la clase dominante también fue una acción instrumental que contribuyó a la expansión del Islam en el archipiélago indonesio alrededor del siglo XV. En ese momento, el Islam también se benefició por ser la fe predominante de la clase comerciante asiática, que estableció su red comercial desde las costas de Arabia, India, hasta Indonesia.
Sin embargo, sugerir que el Islam se extendió dentro de Java Occidental como un proceso completamente pacífico es inexacto, ya que la captura de Banten Girang, Kalapa y más tarde Pajajaran del Reino de Sunda se logró por medios militares. Se dijo que los prisioneros de Sundanese solo se salvarían si se convertían al Islam. Sin embargo, los reyes de Banten demostraron su tolerancia al no interferir y al obligar a los habitantes nativos del interior de Baduy a convertirse al Islam, permitiendo así que estos antiguos súbditos sundaneses conservaran su antigua fe y forma de vida hasta el día de hoy. Se sabía que el soberano de Banten tenía un regimiento de guardaespaldas formado por estos mercenarios "montañeses" no musulmanes. Los reyes de Banten también permitieron la construcción de templos populares chinos e iglesias cristianas para comerciantes.
Banten también era conocido como un centro educativo de estudios islámicos. De hecho, el Islam fue el componente principal de la civilización bantenesa. Las ceremonias religiosas islámicas, los festivales y también las costumbres islámicas, por ejemplo, la circuncisión del príncipe, se observaron fielmente y se celebraron con tanta importancia y festividades. Después del sultán, el qadi o juez religioso de Banten, también ostenta un poder de autoridad y disfrutó de una posición importante dentro de la corte de Banten. Numerosos ulemas provenientes de India y Arabia fueron invitados a Banten para difundir sus conocimientos en asuntos religiosos. La escuela religiosa pesantren se estableció en el reino, siendo la escuela pesantren de Kasunyatan una de las más prestigiosas, establecida al sur de la ciudad en el siglo XVI bajo el patrocinio del rey Maulana Muhammad y dirigida por el propio maestro religioso del rey.
Entre los eruditos islámicos de Banten se encontraba el jeque Yusuf. Era un erudito de Macasar que trabajó con el sultán Ageng Tirtayasa. El sultán Ageng también envió el primer barco oceánico de Banten al puerto de Jeddah para llevar a su hijo en su peregrinaje a La Meca, lo que convirtió al sultán Haji en el primer soberano del archipiélago en realizar un peregrinaje del hajj. Estas acciones demuestran un gesto simbólico de que Banten tiene un prestigio importante dentro de la ummah o comunidad islámica en general.
En el siglo XIX, la mayoría de los eruditos indonesios que estudian e incluso enseñan en La Meca eran de origen banten; como Sheikh Nawawi al-Bantani, el maestro de Arsyad Thawil al-Bantani. Era un nativo de Tanara que escribió varias obras en árabe y enseñó como profesor en La Meca y se convirtió en el imán de la Gran Mezquita de La Meca. Este prestigio religioso ha convertido a Banten, junto con Aceh, en un sentido de pertenencia dentro de la ummah islámica más grande, y ha convertido al reino en uno de los principales sistemas políticos islámicos del archipiélago.

## Cultura
Atestiguando el renombre de Bantam en Europa es la obra de Henry Fielding The Author's Farce en cuya conclusión los problemas del protagonista se resuelven pulcramente cuando de repente se le informa que él es "El Príncipe de Bantam", y que como el viejo "Rey de Bantam" ha muerto, es heredar el trono. Fielding y su audiencia de Londres concibieron claramente a "Bantam" como un país próspero del que era una gran fortuna convertirse en monarca.
La tolerancia religiosa en Bantén está bien desarrollada. Aunque dominadas por musulmanes, a ciertas comunidades se les permitió construir sus instalaciones de culto, donde alrededor de 1673 se habían establecido varios templos en los alrededores del puerto de Bantén.
Alrededor de 1676 miles de chinos buscaron asilo y trabajaron en Bantén. Esta ola de migración se debió al estallido de la guerra en Fujian y otras áreas del sur de China. Estas comunidades generalmente construyen asentamientos alrededor de las costas y ríos y tienen una proporción significativa de comunidades indias y árabes. Mientras tanto, en Bantén, varios grupos comunitarios europeos como Gran Bretaña, los Países Bajos, Francia, Dinamarca y Portugal también han construido alojamientos y almacenes alrededor de Ci Banten.

## Sultanes
- Syarif Hidayatullah o Sunan Gunung Jati del Sultanato de Cirebon

1. Sultán Maulana Hasanuddin o Príncipe Sabakinking 1552 - 1570
2. Sultán Maulana Yusuf o Príncipe Pasareyan 1570 - 1585
3. Sultán Maulana Muhammad o Príncipe Sedangrana 1585 - 1596
4. Sultán Abu al-Mafakhir Mahmud Abdulkadir o Príncipe Ratu 1596 - 1647
5. Sultán Abu al-Ma'ali Ahmad 1647 - 1651
6. Sultán Abu al-Fath Abdul Fattah o Sultán Ageng Tirtayasa 1651-1683
7. Sultán Abu Nashar Abdul Qahar o Sultán Haji 1683 - 1687
8. Sultán Abu Fadhl Muhammad Yahya 1687 - 1690
9. Sultán Abu al-Mahasin Muhammad Zainul Abidin 1690 - 1733
10. Sultán Abu al-Fathi Muhammad Syifa Zainul Arifin 1733 - 1750
  1. Sultán Syarifuddin Ratu Wakil, en efecto Ratu Syarifah Fatimah 1750 - 1752
11. Sultán Abu al-Ma'ali Muhammad Wasi Zainal Alimin o Príncipe Arya Adisantika 1752 - 1753
12. Sultán Arif Zainul Asyiqin al-Qadiri 1753 - 1773
13. Sultán Abu al-Mafakhir Muhammad Aliuddin 1773 - 1799
14. Sultán Abu al-Fath Muhammad Muhyiddin Zainussalihin 1799 - 1801
15. Sultán Abu al-Nashar Muhammad Ishaq Zainulmutaqin 1801 - 1802
  1. Caretaker Sultán Wakil Pangeran Natawijaya 1802 - 1803
16. Sultán Abu al-Mafakhir Muhammad Aliyuddin II 1803 - 1808
  1. Caretaker Sultán Wakil Pangeran Suramenggala 1808 - 1809
17. Sultán Muhammad ibn Muhammad Muhyiddin Zainussalihin 1809 - 1813